# Хайзыонг
Хайзыо́нг (вьет. Hải Dương, тьы-ном 海陽) — город на севере Вьетнама, столица одноимённой провинции.

## География
На севере город граничит с уездом Намсак. Часть реки Тхайбинь делит город на две части, с одной стороны городская часть, с другой — сельская местность и промышленная окраина. На западе граничит с уездом Камзянг, на юге — с уездами Зялок и Тыки, а также с частью реки Ша. Город расположен в центре Северного экономического пространства и региона развития Ханой—Хайфон—Кыаонг. Хайзыонг расположен в 58 километрах от столицы страны — Ханоя, в 45 километрах от третьего по величине города Вьетнама — Хайфона и в 80 км от бухты Халонг. Национальная железная дорога № 5 проходит через Хайзыонг.

### Климат
| Показатель                                                      | Янв. | Фев. | Март | Апр. | Май   | Июнь  | Июль  | Авг.  | Сен.  | Окт.  | Нояб. | Дек.  | Год    |
| --------------------------------------------------------------- | ---- | ---- | ---- | ---- | ----- | ----- | ----- | ----- | ----- | ----- | ----- | ----- | ------ |
| Абсолютный максимум, °C                                         | 30,5 | 31,6 | 33,2 | 36,5 | 38,6  | 40,2  | 38,2  | 38,5  | 36,1  | 33,8  | 33,1  | 30,0  | 40,2   |
| Средний суточный максимум, °C                                   | 19,5 | 20,1 | 22,5 | 26,6 | 30,8  | 32,6  | 32,6  | 31,8  | 30,9  | 28,9  | 25,6  | 21,9  | 27,0   |
| Средняя температура, °C                                         | 16,3 | 17,4 | 20,0 | 23,7 | 27,1  | 29,0  | 29,2  | 28,5  | 27,3  | 24,9  | 21,4  | 17,9  | 23,6   |
| Средний суточный минимум, °C                                    | 14,0 | 15,6 | 18,2 | 21,7 | 24,6  | 26,3  | 26,6  | 26,0  | 24,9  | 22,1  | 18,5  | 14,9  | 21,1   |
| Абсолютный минимум, °C                                          | 4,1  | 5,0  | 6,5  | 11,9 | 16,6  | 18,9  | 21,5  | 21,8  | 16,5  | 13,0  | 8,1   | 3,2   | 3,2    |
| Среднее число солнечных часов в месяц                           | 72,5 | 45,1 | 39,5 | 83,1 | 183,8 | 171,8 | 191,4 | 172,8 | 178,6 | 168,0 | 143,6 | 119,0 | 1566,6 |
| Среднее число дней с осадками                                   | 8,1  | 11,4 | 15,7 | 12,9 | 13,3  | 14,5  | 14,3  | 16,4  | 13,0  | 9,6   | 6,4   | 5,2   | 140,7  |
| Норма осадков, мм                                               | 25,8 | 22,4 | 45,4 | 85,5 | 172,9 | 232,3 | 241,1 | 292,7 | 209,3 | 129,1 | 55,9  | 20,0  | 1534,4 |
| Средняя влажность, %                                            | 82,4 | 85,4 | 88,2 | 88,7 | 85,9  | 83,5  | 83,6  | 86,6  | 85,6  | 82,4  | 80,2  | 79,5  | 84,3   |
| Источник: Vietnam Institute for Building Science and Technology |      |      |      |      |       |       |       |       |       |       |       |       |        |

## Административное деление
Хайзыонг был основан в 1804 и сначала был назван «Thành Đông», что в переводе с вьетнамского означает «восточный город», ссылаясь на восточную крепость вьетнамской столицы. На протяжении периода французской колонизации Хайзыонг оставался городом. До 1968 года город входил в провинцию Хайзыонг, с 1968 по 1996 гг. — в провинции Хайхынг, так как провинция Хайхынг была объединена с провинциями Хайзыонг и Ханйен. 9 ноября 1996 года Хайзыонг снова становится столицей одноимённой провинции. 6 августа 1997 года Хайзыонг окончательно утвердился как город.
Город разделён на 15 городских кварталов и 6 сельских общин.

### Кварталы
- Фамнгулао
- Нгуенчай
- Чанфу
- Летханьнгхи
- Нхичао
- Куангчунг
- Чанхынгдао
- Бинхан
- Нгокчау
- Хайтан
- Тханьбинь
- Нгилетхань
- Вьетхоа
- Миньту
- Тыминь

### Общины
- Айкуок
- Намдонг
- Чыонгдат
- Антяу
- Татькхой
- Тхыонгдат

## Население
На 2019 год в городе проживало 241 373 человек.